# 9034 Oleyuria
9034 Oleyuria (1990 QZ17) là một tiểu hành tinh vành đai chính được phát hiện ngày 26 tháng 8 năm 1990 bởi L. V. Zhuravleva ở Đài vật lý thiên văn Crimean.